# Tierwirt
Unter der Bezeichnung Tierwirt, Tierwirtin sammeln sich mehrere Ausbildungsberufe für die Zucht und Haltung von Haustieren: Rinder, Schweine, Geflügel, Schafe und Honigbienen.

## Fachrichtungen
Tierwirt der Fachrichtung Rinderhaltung
Tierwirte der Fachrichtung Rinderhaltung erzeugen und versorgen Zucht- und Schlachtrinder sowie Milchvieh in Agrarbetrieben. Zudem vermarkten sie die Tiere und ihre Produkte.
Tierwirt der Fachrichtung Schweinehaltung
Tierwirte der Fachrichtung Schweinehaltung züchten, versorgen und vermarkten Ferkel sowie Mast- und Zuchtschweine. Auf die Produktionsziele Fleischqualität und Zuchterfolg können sie in spezialisierten Agrarbetrieben oder in Besamungsstationen sowie in Lehr-, Versuchs- und Forschungsanstalten hinarbeiten.
Tierwirt der Fachrichtung Geflügelhaltung
Tierwirte der Fachrichtung Geflügelhaltung züchten, versorgen und vermarkten Geflügel. Sie füttern die Masttiere und Legehennen, ziehen sie auf, sorgen für ihre Gesundheit und gewinnen Geflügelfleisch und Eier. Sie arbeiten auf landwirtschaftlichen Betrieben der Geflügelzucht und -haltung.
Tierwirt der Fachrichtung Schäferei
Tierwirte der Fachrichtung Schäferei züchten und halten Schafe, um die Tiere oder deren Fleisch und Wolle zu verkaufen. Sie werden auch als Wanderschäfer im Bereich der Landschaftspflege tätig.
Tierwirt der Fachrichtung Imkerei
Tierwirte der Fachrichtung Imkerei halten Bienen. Sie betreuen und vermehren Bienenvölker, gewinnen und vermarkten Honig sowie andere Bienenprodukte und züchten Bienenköniginnen. Sie können auch bei Landesanstalten für Bienenzucht, an Bienenforschungsinstituten oder bei Imkergenossenschaften arbeiten.

## Ausbildung
Vor der Ausbildung ist ein Berufsgrundbildungsjahr (BGJ) abzuleisten. Das zweite und dritte Ausbildungsjahr verbringen die Lehrlinge, nach bestandenem BGJ, auf Vollerwerb-Landwirtschaftsbetrieben der jeweiligen Fachrichtung. Der Tierwirt zählt zu den sog. grünen Berufen. Die Ausbildung zum Tierwirt erfolgt als duale Ausbildung, d. h. man lernt parallel in der Berufsschule die theoretischen Fächer und im Ausbildungsbetrieb das Praktische. Die Ausbildung endet mit einer Abschlussprüfung (Gesellenprüfung), die staatlich anerkannt ist. Die Meisterprüfung ist nach wie vor Grundvoraussetzung für die Ausbildereignung. Die ausbildenden Betriebe müssen als Ausbildungsbetriebe anerkannt sein.

### Berufsübergreifende Ausbildungsinhalte
Folgende Gebiete werden in allen Fachrichtungen vermittelt: Arbeits- und Tarifrecht; Aufbau und Organisation des Ausbildungsbetriebes; Sicherheit und Gesundheitsschutz bei der Arbeit; Umweltschutz; Ökologische Zusammenhänge, Nachhaltigkeit und Verbraucherschutz; Betriebliche Abläufe und Organisation, wirtschaftliche Zusammenhänge; Planen, kontrollieren und abwickeln von Geschäftsvorgängen; Kommunikation und Information; Maschinen, Geräte und Betriebseinrichtungen; Tierschutz; Tierproduktion; Tierzucht; Tierhaltung; Fütterung; Tiergesundheit und Tierhygiene; Nutzung von Tieren und die Gewinnung spezifischer Produkte.

### Berufsbezogene Ausbildungsinhalte
Während der gesamten Ausbildung findet ein berufsbegleitender Berufsschulunterricht statt, der sich für die einzelnen Richtungen wie folgt gestaltet:
- Rinderhaltung

Kälber- und Jungrindaufzucht; Rinderhaltung; Reproduktion; Produktion von Milch, Zucht- und Schlachttieren; Weidewirtschaft, Futtergewinnung.
- Schweinehaltung

Reproduktion; Sauenhaltung; Ferkelaufzucht und Schweinemast; Vermarktung; Technische Systeme der Schweinehaltung; Verwertung und Entsorgung von Rückständen.
- Geflügelhaltung

Haltung und Herdenmanagement; Fütterung; Gewinnung von Eiern und Fleisch; Vermehrung, Brut; Verwertung und Entsorgung von Rückständen.
- Schäferei

Schafhaltung; Ablammung und Aufzucht; Produktion von Wolle, Milch und Fleisch; Hütetechnik; Weidewirtschaft, Futtergewinnung; Naturschutz und Landschaftspflege.
- Imkerei

Völkerführung und Bienengesundheit; Bienenwanderung; Bienenweide, Bestäubung und Naturschutz; Bienenprodukte gewinnen und vermarkten; Königinnenzucht; Betriebsmittel zur Bienenhaltung.
Der Berufsschulunterricht findet im zweiten und dritten Ausbildungsjahr in einem 10-wöchigen Block statt, der von Anfang Januar bis Mitte März dauert. Der Unterricht findet für alle angehenden Tierwirte Fachrichtung Imkerei in einer länderübergreifenden Fachklasse an der Albrecht-Thaer-Schule in Celle statt. Im ersten Ausbildungsjahr besuchen die Auszubildenden die Berufsschule in dem Ort, an dem der Ausbildungsbetrieb ist.

## Ähnliche Berufe
- In der DDR nannte sich der entsprechende Beruf Facharbeiter für Tierproduktion.